# Danny Latza
Danny Latza (ur. 7 grudnia 1989 w Gelsenkirchen) – niemiecki piłkarz występujący na pozycji pomocnika.

## Życiorys
Jest wychowankiem FC Schalke 04. W czasach juniorskich trenował także w DJK Arminia Ückendorf. W latach 2007–2011 był piłkarzem rezerw Schalke, a w 2009 roku dołączył również do pierwszego zespołu. W Bundeslidze zadebiutował 14 lutego 2009 w przegranym 1:2 meczu z VfL Bochum. Do gry wszedł w 83. minucie, zmieniając Lewana Kobiaszwili. 1 lipca 2011 odszedł do trzecioligowego wówczas SV Darmstadt 98. W latach 2013–2015 grał w VfL Bochum. 1 lipca 2015 odszedł na zasadzie wolnego transferu do pierwszoligowego 1. FSV Mainz 05.